# De WAR
De WAR is een "plek voor pioniers", een vrijlab, kiemplek en toonkamer voor kunstenaars, wetenschappers, technici en andere belangstellenden in de Nederlandse stad Amersfoort. De WAR biedt onderdak aan een aantal initiatieven, heeft ruimte beschikbaar voor beginnende bedrijfjes (start-ups) of zzp’ers en heeft werkplaatsen en een theaterzaal. Het biedt een plek waar mensen kunnen laten zien waar ze mee bezig zijn. Dat kan op het terrein van de kunst zijn, maar ook op de terreinen van wetenschap, politiek of duurzaamheid, of andere gebieden.

## Geschiedenis
De geschiedenis van De WAR begon in 2002 met het "Spullenlab", de uitvalsbasis van "De Spullenmannen" in een leeg fabriekscomplex aan de Eem. Dat fabriekscomplex was ontstaan toen in 1881 buiten de stadsmuren van Amersfoort de stoomluciferfabriek De Eem werd gebouwd. Van 1887 tot 2001 was in het complex een kleurstoffenfabriek gevestigd, die onder verschillende namen heeft geopereerd, en van 1991 tot 2001 onder de naam Warner-Jenkinson. In 2001 kocht de gemeente het complex en verhuurde het, onder andere aan De Spullenmannen. Sindsdien zijn er een groot aantal initiatieven gegroeid, waarvan het soms lastig is om een nauwkeurige chronologie te geven.
Ongeveer in 2007 zijn De Spullenmannen gaan bouwen aan De WAR. Enkele jaren later werd het eerste "grassroots" FabLab in Amersfoort gestart.
Voor de ontwikkeling van De WAR was het opzetten van het Festival Franje van groot belang. Festival Franje was een parasitair fringe-festival, dat voor het eerst plaatsvond in 2007 in Amersfoort. Sinds die tijd werd het tot 2017 elk jaar in Amersfoort, Utrecht, Potsdam of Arendal gehouden. De ervaringen met het festival leerde de initiatiefnemers van De WAR om zelfstandig, los van bestaande organisaties en structuren te opereren.

## De Spullenmannen

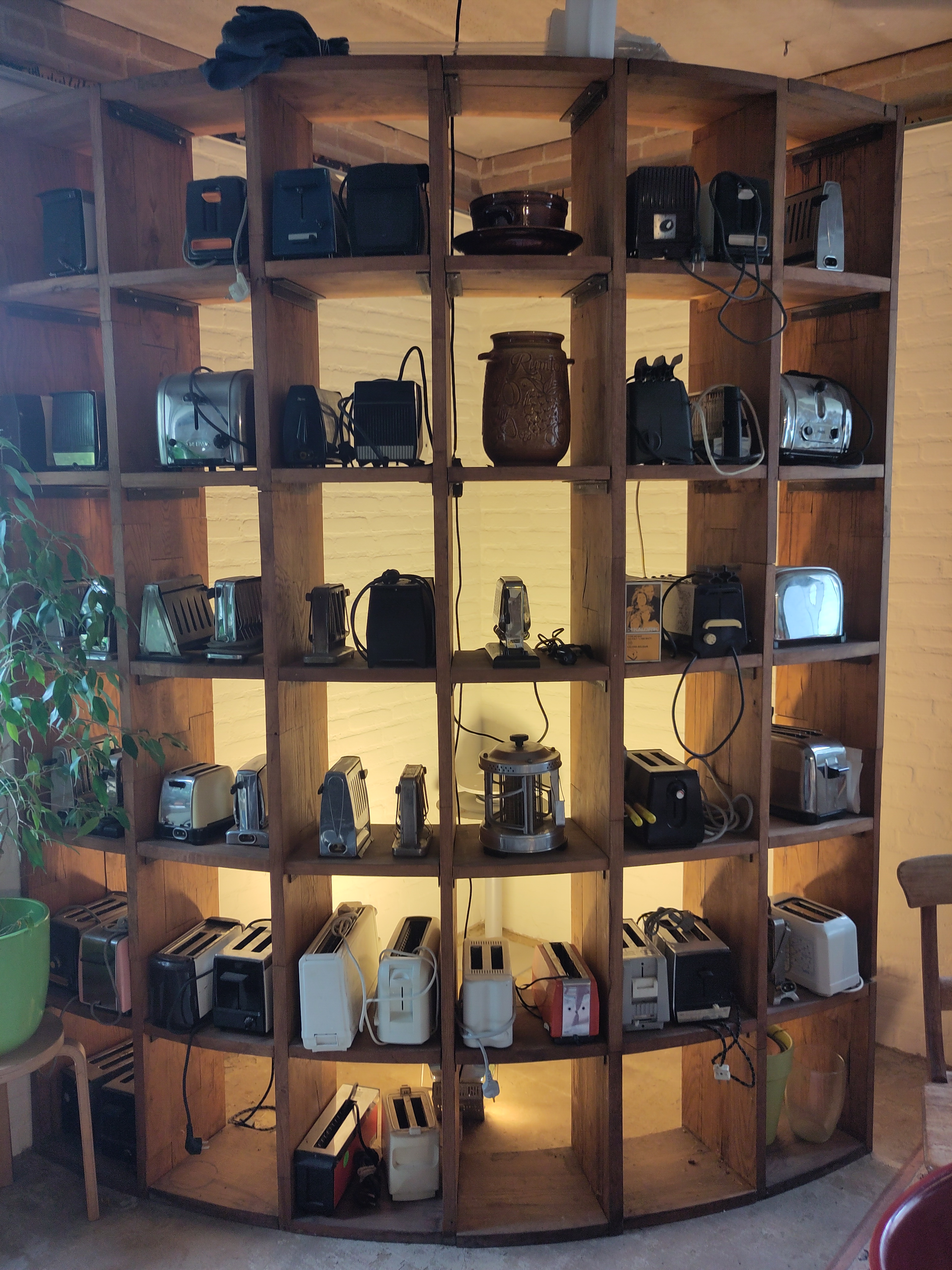
Welvaartsresten uitgestald

De geschiedenis van De WAR begint met het kunstenaarscollectief "De Spullenmannen".
"De Spullenmannen" is een collectief van autodidacte kunstenaars, dat theater maakt, en "installaties, beeldende kunst en uitvindingen-waar-niemand-op-zit-te-wachten."
De artistieke leiding van De Spullenmannen is in handen van Diana Wildschut en Harmen Zijp. In de meeste projecten wordt samengewerkt met andere kunstenaars, technici, muzikanten, acteurs of schrijvers. De Spullenmannen zijn zowel kunstenaars als wetenschappers, en ze proberen het grensvlak tussen wetenschap en kunst te verkennen.
Het basismateriaal van De Spullenmannen bestaat uit welvaartsresten. Vrijwel alles wat ze gebruiken is gekregen of gevonden, langs de weg, in kringloopwinkels, op rommelmarkten of gered uit slooppanden of afvalcontainers.
Tot de projecten waaraan De Spullenmannen werk(t)en behoren onder andere:
- de Velo Energeticus, een hometrainer met generator, die kan worden aangesloten op verschillende bijzondere toepassingen, zoals een vonkboog, huishoudelijke apparaten of een automatiek.
- De Waan; nieuwsgaring op de vierkante millimeter in de stijl van de jaren ‘50 met type- en stencilmachines.
- de Koekepannenboot, of Pannekoekenboot; een voormalige reddingssloep die is omgebouwd tot tweepersoons pannenkoekenrestaurant en die wordt aangedreven door zestien koekenpannen in twee schoepenraderen.
- de Jukebus: een elektrische driewieler waarin de Piep Knor Jodel Band achter tralies is opgesloten en die is verbonden met een eenarmige bandiet.

Ook het Knopjesmuseum is ontstaan als project van De Spullenmannen.

## Festival Franje
Festival Franje is een parasitair fringe-festival, dat voor het eerst plaatsvond in 2007 in Amersfoort. Het lift mee op de publiciteit van een ander festival en voegt daar op eigen initiatief een randprogrammering aan toe. Sinds 2007 werd elk jaar in Amersfoort, Utrecht, Potsdam of Arendal een festival gehouden. Het vond toen, verspreid over twee dagen, plaats parallel aan het Festival Etcetera, op het Stadhuisplein en in De Observant. In 2008 vonden verspreid over twee dagen in totaal 101 culturele activiteiten plaats: theater-voorstellingen, muzikale presentaties, performances en beeldende presentaties.
In 2009 streek het festival ook een dag in Utrecht neer. In 2010 ging Festival Franje voor het eerst internationaal. Het streek neer in Potsdam. Het jaar daarna startte de traditie van een jaarlijks festival in Arendal. Tussen 2011 en 2016 vond er elk jaar een festival plaats in Amersfoort en in Arendal. In 2017 stopte Franje in Amersfoort, als een protest tegen het falende cultuurbeleid van de gemeente.
In 2018 werd ook in Arendal geen festival georganiseerd.
Een ander festival waaraan bijgedragen wordt vanuit De WAR is het festival "Kaalstaart", een “festival voor bèta-kunst en nieuwe ambachten in het derde weekend van oktober, in Amersfoort langs de Eem.

## FabLab Amersfoort
In augustus 2010 is het FabLab Amersfoort gestart. Het was het eerste grassroots FabLab ter wereld. Het kwam tot stand zonder subsidie of grote sponsor. Het werd opgericht in zeven dagen met vier mensen en ongeveer 5.000 euro. Het begon met de aankoop van een Chinese lasersnijder, waarmee andere machines werden gebouwd. Er werd een 3D-printer gebouwd en een kleine computergestuurde 3D-frees.
Het FabLab is iedere dinsdag geopend en werkt als volgt: een bezoeker betaalt 50 euro. Bezoekers die hun ontwerp op de opgedane kennis en vaardigheden delen, of iets anders voor het FabLab terugdoen, kunnen hun inleg terugkrijgen.

## Knopjesmuseum
Achter op het terrein van De WAR stond "de rode loods," het laatste gebouw dat door Warner Jenkinson was neergezet, maar nooit in gebruik werd genomen. Daar werd het "Knopjesmuseum" gehuisvest.
Aan dat project werkten de Spullenmannen al sinds 2006, aanvankelijk als verzameling losse installaties, later als reizende tentoonstelling en ten slotte in een vaste opstelling in de rode loods. Het idee was een "Amersfoorts Nemo" te bouwen. Enkele dagen voor de opening, op 5 februari 2016, ontstond er een brand die het museum en de loods verwoestte.
Na de brand kon het Knopjesmuseum niet op het terrein van De WAR terugkeren. Daarom werd besloten een nieuw onderkomen te zoeken. Dat werd een schip, de Serendiep. In dit binnenvaartschip van 42 meter lang bouwden de Spullenmannen een theater met vijftig zitplaatsen en een nieuwe versie van het Knopjesmuseum. Sinds voorjaar 2019 vaart het schip door Nederland.

## Meet je stad!
"Meet je stad!" is een project waarin burgerwetenschappers ('citizen scientists') in drie groepen in en rond Amersfoort het klimaat onderzoeken. De meetgroep heeft open source meetapparatuur ontwikkeld, die op een aantal plaatsen in de stad informatie verzameld en via een netwerk samenbrengt. De verhalengroep voert (digitaal) gesprekken met stadsbewoners om hun ervaringen op de website weer te geven en hanteert de methode van "participatory narrative inquiry". Het gaat dan vooral om de beleving van het klimaat en de veranderingen daarin.
"Meet je stad!" maakt gebruik van LoRaWAN. Er is met dit netwerk een van de eerste stadsdekkende Internet of Things-netwerken gerealiseerd, die op een dergelijke toepassing waren gericht.
Het project is gestart in februari 2015 en is de eerste drie jaar (financieel) ondersteund door de Gemeente Amersfoort en Waterschap Vallei en Veluwe.

## De WAR als innoverende organisatie
Enige verwarring kan ontstaan omdat zowel de (voor een goed deel informele) organisatie van de groep mensen die op het terrein van de voormalige lucifers-/kleurstoffenfabriek werken, als het fabriekscomplex zelf met "De WAR" worden aangeduid. De exploitatie van wat anno 2006 in De WAR gebeurde was, vanaf het moment dat De Spullenmannen in het fabriekscomplex neerstreken, kostendekkend en subsidievrij. Het geld dat in De WAR omgaat is afkomstig uit betaalde opdrachten, verhuur, 'crowdfunding'-activiteiten en inkomsten door "waardebepaling achteraf". Onder dat laatste wordt verstaan dat gebruikers zelf achteraf bepalen wat de waarde is geweest die het gebruik voor hem of haar en de omgeving heeft gehad. Op basis daarvan, en op basis van het beschikbare budget, kan worden betaald. Een externe onderzoeker oordeelde anno 2016 dat het voor een groot deel gaat om "gewone, inkomensvormende activiteiten." Waarbij hij opmerkte dat de "financiële vooruitzichten (..) voldoende solide zijn voor een geleidelijke renovatie van het complex".
In termen van schaalgrootte, vergeleken met andere "incubator"-projecten in den lande, hoort De WAR in de middenmoot. Grote projecten zijn bijvoorbeeld de NDSM-werf in Amsterdam en De Strijp (het voormalige Philips-complex) in Eindhoven. Een klein project is bijvoorbeeld de Haagwegschool in Leiden. De WAR is evenals veel andere "incubators" een factor van betekenis in de transformatie van oude steden met handel en industrie naar moderne kennissteden.
Maar niet alleen gezien vanuit het proces van transformatie van de samenleving naar een kennis-economie speelt De WAR een belangrijke rol. Ook als "kristallisatiepunt voor de 'civic economy' van Amersfoort" moet De WAR voor de ontwikkeling van de stad van groot belang worden geacht. Daarvan kunnen voorbeelden gevonden worden als het gaat om nieuwe vormen van opdrachtbehandeling, als het gaat om het implementeren van een open source benadering in praktijk-situaties en als het gaat om het scheppen van lokale productieketens.
De WAR is een voorbeeld van een kleine, flexibele organisatie die onorthodoxe invalshoeken kiest, en veranderingen op gang kan brengen, die zich in grote en ambtelijke organisaties veel moeilijker kunnen ontwikkelen. De WAR probeert ook iets terug te doen naar de samenleving, in termen van het scheppen van kansen voor groepen die het op eigen gelegenheid niet redden in een hoogproductieve samenleving en in termen van het bijdragen aan het vormen van “communities”
De economische waarde van De WAR kan wellicht worden samengevat met de constatering: “Er wordt huur betaald, er is geen subsidie-afhankelijkheid. Het geld dat in De War omgaat, is voor een deel loonvormend en is afkomstig van opdrachten en crowd sourcing. De ondernemersverenigingen langs de Eem en elders in Amersfoort steunen De War als collega. De basisformatie van het complex telt op dit moment 15 tot 20 personen; het aantal gebruikers is lastig te becijferen, maar beloopt op weekbasis tegen de 100.”
De WAR heeft natuurlijk als organisatie niet alleen economisch een belangrijke functie voor de stad. De cultuur is prominent aanwezig. En De WAR genereert op tal van andere terreinen maatschappelijke waarde. Anno 2016 werd door de onafhankelijke onderzoeker een perspectiefvolle toekomst geschetst.

## Plan B
In 2013 is de coöperatie “Plan B” opgericht, die de gebouwen en faciliteiten van en in De WAR beheert. De leden van de coöperatie kiezen, onderhouden en beheren samen de voorzieningen die ze nodig denken te hebben. Er is een vrij lange aspirant-fase van twee jaar, voordat nieuwe leden stemrecht krijgen. De gedachte hierachter was dat op deze manier geselecteerd kon worden op betrokkenheid, gedrevenheid en continuïteit, terwijl het makkelijk is om de coöperatie te verlaten voor leden die zich in een andere richting (willen) ontwikkelen.

## De WAR wel of niet in Warner-Jenkinson?
Al vanaf 2010 is De WAR in gesprek met de gemeente om het fabriekscomplex Warner-Jenkinson te kopen.Vanaf 2012 kwam dat in een stroomversnelling, toen een project-ontwikkelaar met een preferente claim op het complex van zijn optie afzag. Sindsdien zijn vanuit De WAR initiatieven genomen om het gehele bedrijfscomplex Warner-Jenkinson te verwerven en kleinschalig te herontwikkelen met respect voor de waarde van het industrieel erfgoed. Er is enkele jaren aan de concretisering van dat plan gewerkt. De ambitie daarbij was om zoveel mogelijk elementen van het complex in z'n cultuurhistorische waarde te laten. Daartoe werd, in nauwe samenspraak met de Stichting Industrieel Erfgoed in de Stad Amersfoort (Siesta), een architect en een architectuur-historicus een plan ontwikkeld.
In 2017 heeft de gemeente het Warner-Jenkinson-complex verkocht aan de projectontwikkelaar Rovase. Of en in hoeverre het karakteristieke fabriekscomplex in stand zal worden gehouden, is onduidelijk. Vanuit kringen van specialisten op het gebied van industrieel erfgoed zijn zorgen geuit.
De afwijzing van De WAR als potentiële koper maakte in Amersfoort veel los.
In 2017 ging De WAR op zoek naar een nieuw onderkomen.
Een van de laatste activiteiten in "de oude WAR" was de "Wereldtentoonstelling EXPO 2020", ook wel aangeduid als "KEERPUNT", die gepland was voor de periode september en oktober 2020. Door de coronapandemie viel deze activiteit grotendeels in het water. De bedoeling was om veel van de initiatieven die in de voorgaande vijftien jaren in en rond De WAR waren ontstaan nog een keer te tonen.

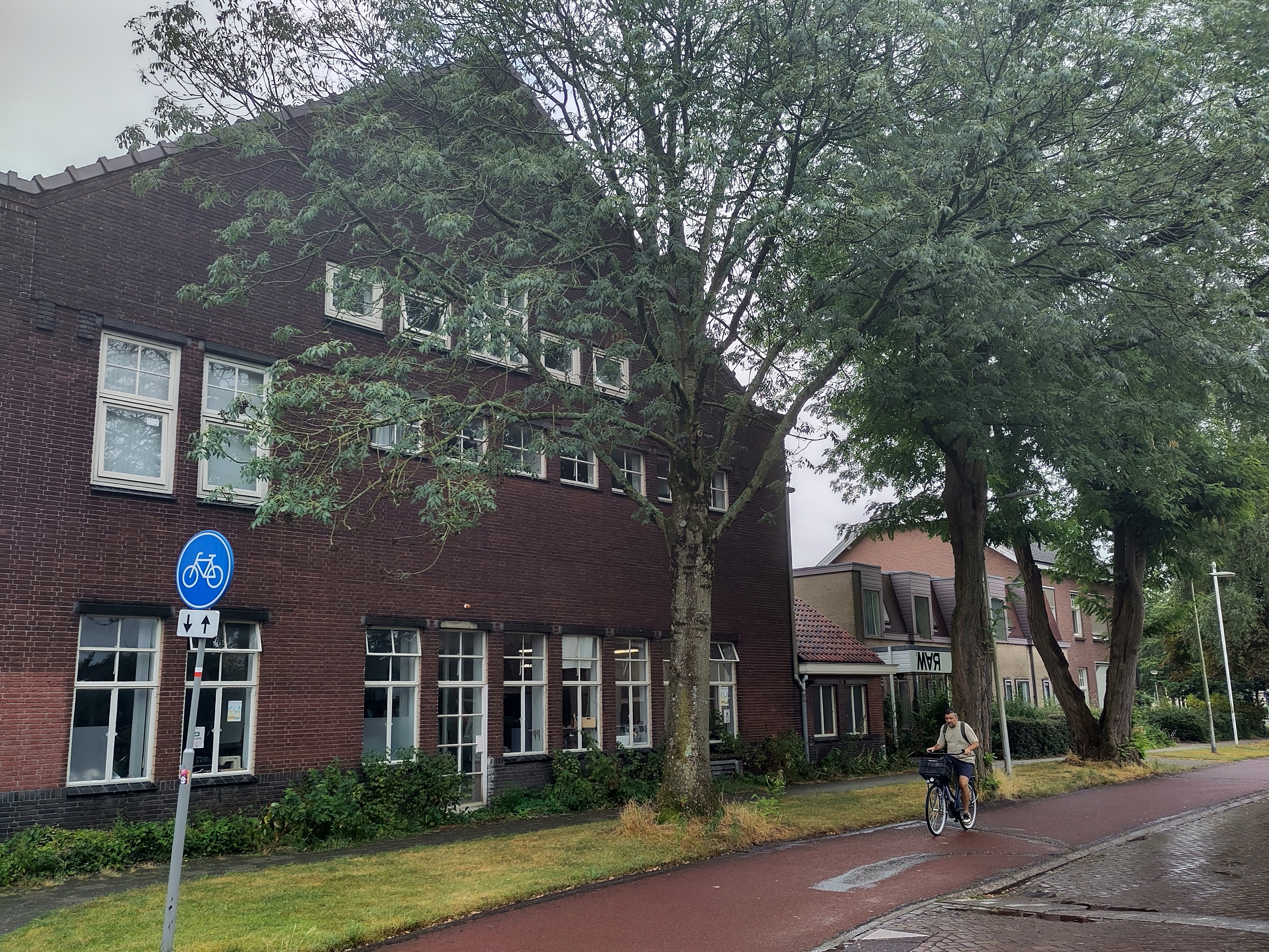
Het pand aan de Heiligenbergerweg

## Heiligenbergerweg
Als nieuwe locatie voor De WAR kwam rond 2017 een nog niet gesloopt deel van de voormalige Prins Willem III-kazerne aan de Heiligenbergerweg in Amersfoort in beeld. In 2021 voltrok zich na lange onderhandelingen met de gemeente de verhuizing naar deze nieuwe plek. In het gebouw aan de Heiligenbergerweg kreeg De WAR veel meer ruimte dan voorheen. In 2021 oordeelde Harmen Zijp in een interview over de locatie: "Dit is een nieuw begin op een nieuwe plek. Dat geeft ontzettend veel energie."

## Koppelting
Fabfuse begon in 2012 als jaarlijkse bijeenkomst voor medewerkers van Fablabs en aanverwante instellingen in binnen- en buitenland. Er werden vier edities gehouden. Vanaf 2016 heette de manifestatie "Koppelting". De naam werd afgeleid van "koppel" (gemeenschappelijke weide; en ook de plek waar vroeger De WAR was gevestigd) en "ting" (volksvergadering).
Vanaf 2019 werd jaarlijks ook "Meetkoppel" georganiseerd. Meetkoppel is een speciale editie van Koppelting waarin burgerwetenschap centraal staat.